# Kapp Mohn
Kapp Mohn is een kaap op Nordaustlandet in Spitsbergen. De kaap ligt aan de baai Klerckbukta en de Erik Eriksenstretet.